# Audan Maqat
Der Audan Maqat (kasachisch Мақат ауданы Maqat audany, russisch Макатский район Makatski rajon) ist ein Bezirk im Gebiet Atyrau in Kasachstan.

## Geografie
Der Audan Maqat liegt im Westen Kasachstans im Gebiet Atyrau. Er grenzt im Norden an den Audan Qysylqogha und im Osten an den Audan Schylyoi. Im Süden und im Westen grenzt der Bezirk an das Gebiet der Stadtverwaltung der Stadt Atyrau. Die Landschaft ist flach, der Bezirk liegt vollständig in der Kaspischen Senke und somit mehrere Meter unter dem Meeresspiegel.
Der Boden hat einen hohen Salzgehalt, vorwiegend besteht er aus Solonchak. Im gesamten Bezirk gibt es nur einen einzigen Fluss, den Salzwasserfluss Saghys. Dieser zerfällt im Unterlauf in einzelne Abschnitte und Kanäle mit Brackwasser und mündet südlich von Maqat in mehrere Salzseen. Auf dem Gebiet des Bezirks gibt es gut zwei Dutzend Erdöl- und Erdgasvorkommen, die sich in Salzstöcken befinden.

## Geschichte
Am 17. Januar 1928 wurde der Bezirk als Rajon Dossor gegründet. Er war damals Teil des Okrug Gurjew und das Verwaltungszentrum des Bezirks war das Dorf Dossor. Bereits 1931 wurde er wieder aufgelöst und sein Gebiet an den Rajon Schilokos übertragen. 
Mit Gründung der Oblast Gurjew am 15. Januar 1938 wurde der Bezirk erneut gegründet als Rajon Makat mit Verwaltungszentrum im Dorf Dossor. 1963 wurde er wieder aufgelöst. Drei Jahre später wurde er am 31. Januar 1966 wieder gegründet; er umfasste zu dieser Zeit sechs Dörfer. 1979 wurde das Zentrum des Bezirks nach Makat verlegt. Zwischen 1988 und 1990 war der Rajon Makat erneut aufgelöst worden.

## Bevölkerung
Bei der Volkszählung 1999 hatte der Audan Maqat 25.193 Einwohner. Die Volkszählung 2009 ergab für den Bezirk eine Einwohnerzahl von 29.269. Bei der letzten Volkszählung 2021 lebten 29.481 Menschen im Audan Maqat. Die Fortschreibung der Bevölkerungszahl ergab zum 1. Januar 2025 eine Einwohnerzahl von 29.445.
| Einwohnerentwicklung               | Einwohnerentwicklung | Einwohnerentwicklung | Einwohnerentwicklung | Einwohnerentwicklung | Einwohnerentwicklung | Einwohnerentwicklung |
| 1939                               | 1959                 | 1970                 | 1979                 | 1999                 | 2009                 | 2021                 |
| ---------------------------------- | -------------------- | -------------------- | -------------------- | -------------------- | -------------------- | -------------------- |
| 27.012                             | 23.474               | 24.418               | 23.079               | 25.193               | 29.269               | 29.481               |
| Anmerkung: Volkszählungsergebnisse |                      |                      |                      |                      |                      |                      |

## Verwaltungsgliederung
Der Audan Maqat ist in drei ländliche Bezirke (kasachisch Ауылдық округ Auyldyq okrug; russisch Сельский округ Selski okrug) gegliedert (Stand: 2021).
| Ländlicher Kreis | Einwohner | Einwohner | Orte               |
| Ländlicher Kreis | 2009      | 2021      | Orte               |
| ---------------- | --------- | --------- | ------------------ |
| Maqat            | 14.266    | 13.837    | Maqat              |
| Bäigetöbe        |           | 1.838     | Bäigetöbe, Jeskene |
| Dossor           | 11.470    | 13.806    | Dossor             |